# Amnestus basidentatus
Amnestus basidentatus är en insektsart som beskrevs av Richard C. Froeschner 1960. Amnestus basidentatus ingår i släktet Amnestus och familjen taggbeningar. Inga underarter finns listade i Catalogue of Life.